# Wolseley 16/20
Der Wolseley 16/20 war ein Wagen der Mittelklasse, den Wolseley 1910/1911 als Nachfolger des Wolseley 16 vorstellte.
Er hatte einen Vierzylindermotor mit 3080 cm³ Hubraum und Wasserkühlung. Der Wagen wurde auf einem Fahrgestell mit 2946 mm oder 3150 mm Radstand geliefert. Die verschiedenen Aufbauten waren 4521 mm lang und 1676 mm breit.
1915 wurde die Fertigung kriegsbedingt eingestellt und erst 1919 wieder (mit auf 3378 mm verlängertem Radstand) wieder aufgenommen. 1921 wurde die Produktion zu Gunsten des kleineren Typs 15/40 eingestellt.